# 马米特县
马米特县，印度米佐拉姆邦的一个县。东邻艾藻尔县与科拉西布县。总面积3,026 km2 (1,168 sq mi)，总人口62,313 (2001)，人口密度21 /km2 (54.4/sq mi)。行政中心位于马米特。

## 行政区划
马米特县分为4个区。